# 박종영
박종영(朴鍾英, 1986년 11월 1일 ~ )은 대한민국의 남자 배구 선수이다. 2007년 천안 현대캐피탈 스카이워커스에 입단, 현재 현대캐피탈 스카이워커스에 소속이다

## 학력
- 1992년 ~ 1998년 가수원초등학교
- 1998년 ~ 2001년 대전중앙중학교
- 2001년 ~ 2004년 대전중앙고등학교
- 2004년 ~ 2008년 한양대학교

## 대표 경력
2009년 하계 유니버시아드

## 수상 경력
2005년 현대캐피탈배 전국대학배구연맹전 리베로상